# British Leyland
British Leyland var et britisk konglomerat indenfor bilindustrien, der i 1968 blev grundlagt i Storbritannien som British Leyland Motor Corporation Ltd (BLMC) ved en fusion mellem Leyland Motors og British Motor Holdings.  British Leyland omfattede ved fusionen næsten hele den britiskejede bilindustri, der på daværende tidspunkt kun var overgået af den amerikanske bilindustri, og virksomheden havde en markedsandel på 40% i Storbritannien.
På trods af British Leylands store markedsandele og at virksomheden rådede over prestigefulde mærker som Jaguar, Rover og Land Rover, samt storsælgende mærker som Mini, kom BLMC hurtigt i økonomiske problemer. Forældede modeller, forældet produktionsapparat samt omfattende strejker på fabrikkerne medførte allerede i 1975 et økonomisk kollaps, hvilket ledte til, at den britiske Labour-regering nationaliserede British Leyland, idet regeringen vurderede, at en lukning ville betyde tabet af en million arbejdspladser i valgkredsene i The Midlands, der i forvejen led under sværindustriens forsvinden.
Efter omfattende reorganiseringer og frasalg af mærker, blev British Leyland i 1986 omdøbt til Rover Group, der fra 1988 blev et datterselskab af British Aerospace, indtil BMW i 1994 overtog selskabet. Den sidst overlevende del af virksomheden, MG Rover Group, gik konkurs i 2005, hvorved britiskejet masseproduktion af biler ophørte. De sidste mærker i selskabet (MG, Austin, Morris og Wolseley) blev inden konkursen overtaget af kinesiske Nanjing Automobile Group, der kort efter selv blev overtaget af SAIC.

## Historie

### 1968–74: Dannelse af BLMC og Stokes-æraen
BLMC blev dannet den 17. januar 1968 ved en fusion mellem British Motor Holdings (BMH) og Leyland Motor Corporation (LMC), efter pres fra labour-politikeren Tony Benn, der var formand for Wilson-regeringens “Industrial Reorganisation Committee”. På det tidspunkt var LMC en succesfuld produktionsvirksomhed, hvorimod BMH (der var resultatet af en tidligere fusion mellem British Motor Corporation, Pressed Steel og Jaguar) var faretruende tæt på at kollapse. Labour-regeringen håbede, at LMC’s ekspertise kunne benyttes til at puste nyt liv i det svækkede BMH og skabe et "Britisk General Motors". Fusionen omfattede stort set hele den britisk ejede motorindustri i Storbritannien og omfattede produktion af personbiler, busser og lastbiler. Derudover havde det fusionerede selskab med datterselskaber produktion af entreprenørmateriel, køleskabe, asfalt m.v, og ejede støberier og andre industrivirksomheder. I alt omfattede den fusionerede virksomhed knap hundrede datterselskaber. Virksomhedens leder blev LMC’s leder Sir Donald Stokes. Da British Leyland blev dannet, var virksomheden verdens femtestørste bilproducent, alene overgået af General Motors, Ford, Chrysler og Volkswagen.
Virksomheden blev opdelt i syv divisioner:
- Austin-Morris; divisionen omfattede BMC’s mærker (Austin, Morris, MG, Riley og Wolseley).
- Specialist Division; divisionen for luksus- og sportsmærker (Rover, Land Rover, Alvis, Triumph og Jaguar (sidstnævnte overflyttet fra BMC’s tidligere organisation)).
- Leyland Truck and Bus; de oprindelige Leyland lastbiler og busser.
- Pressed Steel Fisher (PSF); delene fra Pressed Steel Company, der kom fra BMH og som fremstillede karrosserier til BLMC og andre producenter.
- Overseas; omfattede produktion i udlandet.
- Construction Equipment; produktionsudstyr og -maskinel
- General Engineering & Foundries

Ved fusionen var BMC Storbritanniens største bilproducent og producerede dobbelt så mange køretøjer som LMC. BMC’s modeller var imidlertid gamle og omfattede bl.a Morris Minor (introduceret i 1948), Austin Cambridge og Morris Oxford (introduceret i 1959). Selvom BMH havde haft stor succes i 1960’erne med både Morris Mini og 1100/1300 serien (bedst sælgende bil i Storbritannien i 1968) var begge biler solgt til lave priser og udgifterne til garantireparationer af de oprindeligt innovative tekniske løsninger udhulede profitabiliteten.
Efter fusionen kunne Lord Stokes konstatere, at BMH ingen konkrete planer havde for at udskifte de aldrende modeller. BMH havde inden fusionen fokuseret på et uprofitabelt nichemarked med introduktionen af Austin Maxi (der ikke var færdigudviklet og hvis udseende led af at genbruge dørene fra den større Austin 1800) og Austin 3-litre, en bil, som ingen efterspurgte.
BMH’s manglende fokus på at udvikle nye tidssvarende modeller til massemarkedet betød, at British Leyland hurtigt måtte udvikle en ny model til at imødegå bl.a. Fords succesrige modeller Escort og Cortina, der hastigt tog markedsandele fra BLMC. Den første nye model, som BLMC udviklede for at tage kampen op mod konkurrenterne fra Ford og GM-ejede Vauxhall var Morris Marina, der blev introduceret allerede i begyndelsen af 1971. Marinaen var udviklet i hast og byggede på genbrug af eksisterende komponenter fra BLMC’s eksisterende modeller. På trods af at Marinaen allerede ved introduktionen var utidssvarende og på mange måder i dårlig kvalitet, blev bilen en salgssucces med over en million solgte enheder og en af de bedst sælgende biler i Storbritannien i 1970’erne. Paradoksalt endte den populære Marina imidlertid med at give British Leyland er dårligt ry. Austin Allegro, introduceret i 1973 som afløser for 1100/1300-serien, solgte også godt i Storbritannien, men fik et tilsvarende dårligt ry grundet mærkværdigt design og kvalitetsproblemer.
Udover problemerne med at udvikle moderne og tidssvarende biler i høj kvalitet, havde British Leyland store problemer som følge af uroen på det britiske arbejdsmarked i 1970’erne. De britiske fagforeninger gennemførte jævnligt strejker og arbejdsnedlæggelser på fabrikkerne, hvilket førte til store produktionsproblemer. Selvom British Leyland ved fusionen havde flere parallelle produktionsenheder (der var mere end 40 forskellige fabrikker), var der flere kritiske punkter i virksomhedens forsyningskæder, hvorfor strejker på en fabrik kunne føre til store forsinkelser på andre af virksomhedens fabrikker. Konkurrenterne fra Ford og GM (Vauxhall/Opel) havde sikret sig mod sådanne problemer ved at tilrettelægge sin produktion både i Storbritannien og i Kontinentaleuropa, men British Leyland havde ikke den mulighed og var derfor sårbar overfor de gentagne strejker. De mange fabrikker spredt over store dele af The Midlands gav også logistiske udfordringer i produktionsprocessen.
Udover problemer på produktionssiden kæmpede British Leyland også med at håndtere de forskellige mærker i virksomheden. Virksomhedens mange mærker var tidligere konkurrenter, og der var en betydelig konkurrence internt mellem disse, og ofte modarbejdede de enkelte mærker hinanden. Flere af mærkerne var i konkurrence med hinanden (Rover mod Jaguar, Triumph mod MG osv.) uden at der blev gjort noget for at opnå fælles platform eller komponenter.  På afsætningssiden var forhandlernetværket i vidt omfang lagt an på de enkelte mærker, hvorfor også forhandlerne konkurrerede indbyrdes, bl.a. mellem de tidligere ærkerivaler Morris og Austin. Den interne konkurrence betød bl.a., at British Leyland for Austin og Morris havde parallel produktion af identiske modeller på Morris-fabrikken i Cowley og Austin-fabrikken i Longbridge med dertil hørende parallel logistik, forsyningskæder og markedsføring. Da British Leyland senere begyndte at ændre udbuddet af modeller for de enkelte mærker, opstod “huller” i de enkelte mærkers modelprogram, hvorfor de enkelte forhandlere havde vanskeligt ved at tilbyde loyale kunder et fuldt modelprogram. I tillæg til alle disse problemer skabte virksomhedens halvhjertede forsøg på at markedsføre British Leyland som et brand mere forvirring blandt forbrugerne.
Resultatet blev, at både Ford og Vauxhall overhalede British Leyland og blev de to største mærker i Storbritannien. Samtidig voksede importen af japanske biler kraftigt med mærker som Nissan (Datsun) og Toyota, der udnyttede British Leylands problemer med levering og kvalitet.
Yderligere kritisk blev det, at British Leyland havde vanskeligt ved at sælge sine modeller uden for Storbritannien. Ved Storbritanniens indtræden i EF i 1973 fik europæiske bilproducenter nemmere adgang til det britiske marked, men det øvrige Europa havde kun svag efterspørgsel for British Leylands modeller. Leylands sedans Allegro og Princess var blevet udviklet med blik for europæisk eksport, men europæere foretrak hatchbacks som Volkswagen Golf fra 1974 og Chryslers Simca 1307 fra 1975.
De mange uløste problemer for British Leyland førte til, at virksomheden i 1975 kollapsede økonomisk og måtte rekonstrueres, kun syv år efter sin grundlæggelse.

### 1975–1982: Kollaps og nationalisering
British Leyland var en af Storbritanniens største arbejdsgivere i 1975; en periode, der var præget af høj arbejdsløshed. En lukning af British Leyland med følgende massearbejdsløshed i The Midlands, hvor den britiske labourregering hentede mange stemmer, blev anset som politisk uacceptabel, og den britiske regering dannede derfor et nyt selskab, British Leyland Limited (BL), hvori den britiske stat var hovedaktionær, der herefter overtog virksomheden, der således blev nationaliseret. De oprindelige syv divisioner blev slået sammen til fire:
- Leyland Cars – den største britiske personbilsproducent med produktionskapacitet på ca. en million biler og 128.000 ansatte på 36 lokationer.
- Leyland Truck and Bus – den største britiske producenter af lastbiler og busser med 31.000 ansatte og produktion af 38.000 lastbiler og 8.000 busser og 19.000 traktorer.
- Leyland Special Products – forskellige virksomheder udenfor køretøjsindustrien, såsom produktion af køleskabe, entreprenørmateriel, print m.v
- Leyland International – division til eksport af køretøjer og drift af produktion i Afrika, Indien og Australien; 18.000 ansatte.

Det "nye" British Leyland fik i slutningen af 1976 tiltrængt succes, da dens nye Rover SD1 i luksusklassen i 1976 blev valgt til Årets Bil i Europa. SD 1 var resultat af, at BL havde udskiftet to indbyrdes konkurrerende biler (Rover P6 og Triumph 2000) med én ny BL-model. Samme år investerede den britiske regering 140 millioner pund til en opgradering af fabrikken i Longbridge for at producere efterfølgeren til Mini'en, "ADO88", der skulle lanceres i 1979. Udviklingen af ADO88 måtte dog udskydes, da det i tests viste sig, at køberne ikke brød sig om konceptet, og da successen med den nye Ford Fiesta satte nye standarder i klassen. Projektet blev til Austin Mini Metro, der blev sendt på markedet i 1980.
I 1977 skiftede virksomheden direktør, der forlod strategien med at satse på Leyland-brandet, og i stedet koncentrerede sig om de enkelte bilmærkers brands. Leyland Cars blev omdøbt til BL Cars Ltd. og fik ny to divisioner: Austin Morris (biler til massemarkedet) og Jaguar Rover Triumph (JRT) (special- og luksusbiler). Austin Morris omfattede MG. Land Rover og Range Rover blev senere udskilt fra JRT og dannede sin egen Land Rover Group. JRT blev atter opdelt i Rover-Triumph og Jaguar Car Holdings (der omfattede Daimler).
Introduktionen af den længe ventede minibil Austin Metro i oktober 1980 blev en succes for BL på det britiske marked. I den sidste del af udviklingsperioden af Metro'en havde BL indgået en alliance med Honda om udvikling af en ny mellemklassebil, der kunne afløse den aldrende Triumph Dolomite. Resultatet blev Triumph Acclaim fra 1981, der blev den første af flere modeller udarbejdet i samarbejde mellem BL og Honda. BL fik i de første år af 1980'erne omlagt produktprogrammet, således at de fire modeller i mellemklassemarkedet (Princess 2, Austin Maxi, Morris Marina og Triumph Dolomite) alle udgik og i stedet blev afløst af Austin Montego og den Honda-baserede Rover 200-serie.

### 1982–1988: Nye omstruktureringer, frasalg og ophør
Endnu et direktørskifte gav anledning til ændringer. BL Cars Ltd ændrede navn til Austin Rover, hvilket betød enden på de tidligere Austin-Morris og Jaguar-Rover-Triumph divisioner. Det allerede udskilte Jaguar Car Holdings blev solgt fra i 1984 og privatiseret. Produktionen af Morris Ital (en facelift'et Morris Marina) og Triumph Acclaim ophørte, hvorefter der ikke blev produceret biler under Morris og Triumph-mærkerne. BL's personbildivision fremstillede nu alene biler under Austin og Rover-mærkerne; Land Rover blev flyttet over i Freight Rover Group sammen med varevognproduktionen.
En ny ledelse i 1986 udbyggede samarbejdet med Honda med en ny Rover 800-serie, der afløste den aldrende Rover SD1. Samtidig skiftede BL navn til Rover Group. I 1987 blev lastbildivisionen Trucks Division – Leyland Vehicles solgt til hollandske DAF, der i Storbritannien solgte lastbilerne som Leyland DAF. Samme år blev busproduktionen solgt til ledelsesgruppen i et management buyout, der allerede året efter videresolgte selskabet til Volvo. Samme år forsøgte den britiske regering af privatisere og sælge Land Rover, men måtte opgive planen. Austin navnet blev opgivet og Metro, Maestro og Montego blev fra 1987 solgt som Rovers. I 1988 solgte den britiske regering Rover Group til British Aerospace (BAe). British Aerospace solgte kort efter virksomheden til BMW, der efter flere år med store underskud i Rover Group i 2000 besluttede at sælge selskabet. BMW beholdt alene produktionen i Cowley og retten til at fremstille biler under MINI-mærket. De øvrige aktiviteter med Rover og MG blev solgt til Phoenix Consortium, der etablerede MG Rover Group i Longbridge. BMW beholdt dog retten til Rover-mærket, som det gav i licens til MG Rover.
Land Rover blev i 2000 solgt til Ford, der tidligere havde købt Jaguar.
I april 2005 gik MG Rover Group konkurs. Aktiverne blev solgt til kinesiske Nanjing Automobile, der kort tid efter blev overtaget af kinesiske SAIC Motor. BMW solgte retten til Rover-mærket til Ford i 2006. Ford kom i forbindelse med finanskrisen i store økonomiske problemer og måtte sælge flere af sine mærker, og solgte i 2008 Jaguar og Land Rover til indiske Tata Motors. I dag er der således alene mærkerne MINI, MG, Jaguar, Land Rover og Leyland Trucks tilbage fra det oprindelige British Leyland; ingen af disse mærker er britisk ejede i dag.